# Helmholtz-Zentrum Berlin für Materialien und Energie
Das Helmholtz-Zentrum Berlin für Materialien und Energie GmbH (HZB) ist ein eigenständiges naturwissenschaftliches Forschungszentrum unter dem Dach der Helmholtz-Gemeinschaft mit Standorten in Berlin-Adlershof und -Wannsee. Der Forschungsschwerpunkt liegt auf Energiematerialien (Solarzellen, Batterien, solaren Brennstoffen wie Wasserstoff), Katalyseverfahren zur Wasserstoff-Herstellung und zur CO2-Umwandlung, Quantenmaterialien, sowie der Entwicklung von Teilchenbeschleunigern (Synchrotronspeicherring). Das HZB betreibt den Elektronenspeicherring BESSY II. In Kooperation mit der Charité werden Augentumore mit beschleunigten Protonen behandelt (Protonentherapie).

## Geschichte und Finanzierung
Eine der Vorgängereinrichtungen wurde im Winter 1956/57 als Behörde des Landes Berlin unter dem Namen Institut für Kernforschung Berlin (IKB) gegründet und am 14. März 1959 in Anwesenheit der Namensgeber Otto Hahn und Lise Meitner als Hahn-Meitner-Institut für Kernforschung Berlin eingeweiht. Seit 1971 hat es die Rechtsform einer GmbH. Die Helmholtz-Zentrum Berlin für Materialien und Energie GmbH entstand am 1. Januar 2009 aus der Fusion der Hahn-Meitner-Institut GmbH mit der Berliner Elektronenspeicherring-Gesellschaft für Synchrotronstrahlung GmbH (BESSY).
Hauptgesellschafter ist mit 90 Prozent der Bund (Bundesministerium für Bildung und Forschung), 10 Prozent hält das Land Berlin. Entsprechend der Anteile erhält das HZB Zuwendungen zu seiner Grundfinanzierung; für 2021 waren dies über 185 Millionen Euro vom Bund und 20 Millionen Euro vom Land Berlin. 22,7 Millionen Euro steuerten andere Zuschussgeber bei.

## Forschung
Das HZB forscht an für die Energiewende relevanten Materialien. Im Bereich der Photovoltaik arbeitet das Helmholtz-Zentrum in Kooperation mit der Industrie an der Entwicklung neuer Materialien und Technologien für kostengünstigere und effizientere Dünnschichtzellen. Weiterhin forscht das HZB an der Erzeugung von Brennstoffen durch Sonnenenergie, insbesondere Wasserstoff, der als CO2-freier Energieträger verwendet werden kann. Außerdem forschen Arbeitsgruppen des HZB an Katalyseverfahren zur Herstellung und Verarbeitung von grünem Wasserstoff und zur Umwandlung von CO2 in Kohlenwasserstoffe. Das Zentrum betreibt Forschung an neuartigen Batterietechnologien und effizienten Informationstechnologien, insbesondere Quantenmaterialien. Außerdem wird an der Entwicklung von Beschleunigern, insbesondere Synchrotronspeicherringen, geforscht.
Das HZB gliedert seine Institute und Abteilungen in folgende Forschungsbereiche: Solare Energie, Chemische Energie, Quanten- und Funktionale Materialien, Photon Science, Beschleuniger sowie Wissenschaftliche Instrumentierung und Unterstützung.

## Einrichtungen

### Standorte
Das Helmholtz-Zentrum Berlin ist an zwei Standorten vertreten, dem Lise-Meitner-Campus in Berlin-Wannsee und dem Wilhelm-Conrad-Röntgen-Campus in Berlin-Adlershof (WISTA).

### Forschungsinfrastrukturen
Eine zentrale Forschungseinrichtung am HZB ist der 1998 in Betrieb genommene Elektronenspeicherring BESSY II in Berlin-Adlershof, ein Synchrotron-Speicherring im Terahertz- bis weichen Röntgenbereich, der für die Analytik dünner Schichten von Quanten- und Energie-Materialien genutzt wird sowie für die Strukturaufklärung von Proteinen. Die Anlage hat etwa 50 Strahlrohre und steht jährlich rund 2700 Gastwissenschaftlern zur Verfügung. Das Forschungszentrum arbeitet an einem Nachfolger, BESSY III,  der in den 2030er Jahren in Betrieb gehen soll. Am gleichen Standort betreibt die Physikalisch-Technische Bundesanstalt in enger Kooperation mit dem HZB ihre eigene Strahlenquelle, die Metrology Light Source.
Bis 2019 betrieb das HZB auch den Berliner Experimentier-Reaktor (BER II) in Berlin-Wannsee. Die Neutronenquelle wurde nach 40-jähriger Nutzung außer Betrieb genommen, da in Europa mittlerweile leistungsstärkere Einrichtungen existieren.
Die Einrichtung betreibt ein Zyklotron, das Protonen mit einer Energie von 68 MeV bereitstellt. Die Anlage dient zum einen in Kooperation mit der Charité der medizinischen Protonentherapie, hauptsächlich von Aderhautmelanomen, einer Form von Augenkrebs. Zum anderen werden Strahlenhärtetests, beispielsweise an Solarzellen und elektronischen Bauteilen, durchgeführt.
Unter dem Namen Corelabs führt das HZB sechs zentrale Themenlabore zur Entwicklung von Energiematerialien, die auch externen Partnern aus Wissenschaft und Industrie zur Verfügung stehen, darunter das Kompetenzzentrum Photovoltaik Berlin (PVcomB), das als Plattform für Technologietransfer mit der Industrie dient.
Gemeinsam mit dem Fritz-Haber-Institut der Max-Planck-Gesellschaft (FHI) und dem Max-Planck-Institut für Chemische Energiekonversion (MPI CEC) baut das HZB seit 2021 die Forschungsplattform CatLab auf, in der die Einrichtungen ihre Forschung an neuartigen Katalysator-Materialien vor allem für die grüne Wasserstoff-Erzeugung bündeln.

## Sonderaufgaben
Das HZB betreibt die Landessammelstelle Berlin (Zentralstelle für radioaktiven Abfall – ZRA) des Landes Berlin.